# Anton Nanut

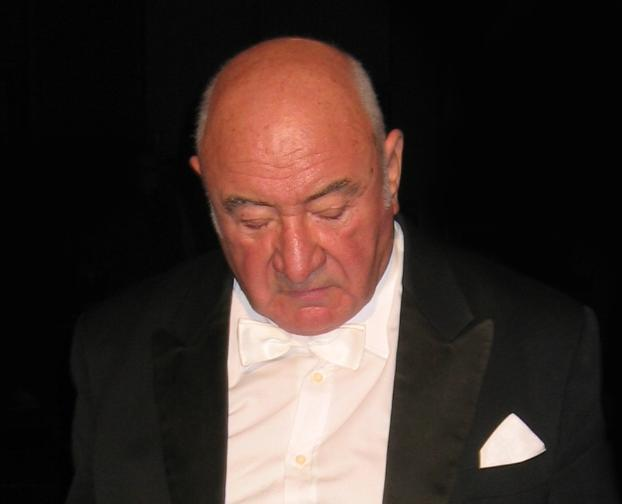
Anton Nanut

Anton Nanut (Kanal ob Soči, Eslovenia, 13 de septiembre de 1932-Šempeter pri Gorici, 13 de enero de 2017) fue un  director de orquesta esloveno. Fue director de la Orquesta Sinfónica de Dubrovnik y realizó varias grabaciones con la Orquesta Sinfónica de la Radio de Liubliana.
Su repertorio interpretativo fue muy amplio y dejó más de 160 grabaciones para varios sellos discográficos.

## Biografía
Anton Nanut nació el 13 de septiembre de 1932. Se matriculó en la Academia de Música de Liubliana y, poco después de graduarse, comenzó a dirigir la Orquesta de la Ciudad de Dubrovnik. Entre los años 1950 y 1960, Nanut fue construyendo gradualmente su carrera, apareciendo como director invitado mayormente en la Europa del Este, pero también en Londres y otros lugares, mientras seguía dirigiendo la orquesta de Dubrovnik. Nanut dirigió la Orquesta Filarmónica de Eslovenia en Liubliana entre 1980 y 1981, y durante este tiempo también comenzó a enseñar en la academia donde él se había graduado. Realizó una gira por varias ciudades europeas con la Orquesta Filarmónica de Eslovenia y debutó en los Estados Unidos.
En 1981 fue nombrado director titular de la Orquesta Sinfónica de la Radio Eslovena, entonces conocida como la Orquesta Sinfónica de la Radio de Liubliana. Nanut renunció a ese cargo en 1998, pero mantuvo relaciones con la agrupación en calidad de director honorario. Mientras fue titular, Nanut realizó una serie de giras que abarcaron Alemania, Austria, Polonia, Italia, la Unión Soviética y los Estados Unidos (donde actuó en el Carnegie Hall). Mientras estuvo en Liubliana, Nanut actuó asimismo como director de la Orquesta de Cámara Eslovena, así como del Octeto Esloveno, un conjunto coral. 
Nanut abarcó un amplio repertorio de compositores, que incluía a Vivaldi, Beethoven, Mahler, Bizet, Mascagni, Prokófiev y Shostakóvich.
Destacó, entre sus grabaciones, su versión de la Sinfonía n.º 4 de Gustav Mahler con la Orquesta de la Radio de Liubliana Radio Orchestra, en la que actuó como voz solista el niño Max Emanuel Cencic en el último movimiento. Fue la primera vez que un director recurrió a un niño, en vez de a una soprano, para interpretar este movimiento.